# 4918 Rostropovich
4918 Rostropovich è un asteroide della fascia principale del diametro medio di circa 11,93 km. Scoperto nel 1974, presenta un'orbita caratterizzata da un semiasse maggiore pari a 2,6397642 UA e da un'eccentricità di 0,2343813, inclinata di 1,76920° rispetto all'eclittica.